# Д’Асте, Ипполито
Ипполито Д’Асте (итал. Ippolito D'Aste; 11 апреля 1809, Рекко — 13 сентября 1866, Генуя) — итальянский драматург. Отец драматурга Ипполито Тито Д’Асте.
Получил гуманитарное образование в Генуе, входил в окружение видного поэта и либерального публициста Джанкарло Ди Негро. Изучал также искусство каллиграфии. В начале 1840-х гг. публиковался как публицист в либерально-демократическом журнале «L’Espero» под редакцией Федерико Алицери.
Автор драматических сочинений гражданско-патриотической направленности на исторические или библейские сюжеты, в духе Витторио Альфьери. Наибольшую известность из них получила трагедия «Самсон» (1861), написанная для выдающегося актёра Томмазо Сальвини, а также «Спартак», «Моисей», «Авимелех», «Луиджи Висконти» и др.
В 1855 году основал в Генуе школу-интернат, после смерти Д`Асте получивший его имя.
Имя Д`Асте носят улица в Генуе (итал. Via Ippolito D'Aste) и публичная библиотека в Рекко.